# Benoît Meunier
Pour les articles homonymes, voir Meunier.
Benoît Meunier baron de Saint-Clair, né le 28 novembre 1769 à Villeurbanne (Rhône), mort le 4 janvier 1845 à Lyon (Rhône), est un général français de la Révolution et de l’Empire.

## États de service
Il entre en service le 13 novembre 1784 dans le régiment de Bresse, et il obtient son congé le 8 février 1792.
Le 17 février 1792 il entre comme sous-lieutenant dans la 1re compagnie franche de Paris, et il participe à toutes les campagnes de 1792 à l’an VI dans les armées de la Moselle, de Sambre-et-Meuse, de la Vendée et de Ouest. Il est blessé d’un coup de baïonnette à la jambe gauche à l’affaire de la montagne forte en 1792. Il devient capitaine le 25 mars 1793, et le 1er mai 1794 il rejoint la 19e demi-brigade d’infanterie légère, puis la 6e demi-brigade d’infanterie légère le 21 décembre 1796.
En 1800 il est à l’armée de réserve dans la division du général Watrin, et il se distingue le 9 juin à la bataille de Montebello, où il fait 600 prisonniers avec sa compagnie de carabiniers. Il est blessé d’un coup de mitraille au bras gauche à la bataille de Marengo le 14 juin 1800, ainsi qu’au passage du Mincio le 25 décembre suivant. Il est promu chef de bataillon provisoire par le commandant en chef de l’armée d’Italie le 20 février 1801, et il est confirmé dans son grade par le premier consul le 4 septembre 1802. Il est fait chevalier de la Légion d’honneur le 14 juin 1804.
De 1805 à 1807 il participe aux campagnes d’Allemagne, de Prusse et de Pologne, et il est nommé major au 2e régiment d’infanterie légère le 10 juillet 1806. Le 17 novembre 1808, il est nommé colonel à la suite dans son régiment, puis il prend le commandement du 31e régiment d’infanterie légère le 22 juillet 1809, avant de commander le 63e régiment d’infanterie de ligne le 5 septembre suivant.
De 1809 à 1813 il fait la guerre en Espagne, et il est créé baron de l'Empire le 15 août 1810, puis élevé au grade d’officier de la Légion d’honneur le 23 janvier 1811. Il est blessé à la tête de son régiment le 28 juillet 1813 à la bataille de Sorauren, et il est promu général de brigade le 4 août 1813 à l’armée d’Aragon. Il participe à la défense de Barcelone en janvier 1814.
Lors de la première Restauration le roi Louis XVIII, le fait chevalier de Saint-Louis le 16 août 1814 et il le met en non activité le 1er septembre suivant.
Il reprend du service le 8 mars 1815 sous les ordres du comte d’Artois, chargé de la défense de Lyon. Mais au passage de Napoléon, il se rallie à l’Empereur et il est nommé général de division le 25 mars 1815, commandant de la 6e division militaire. Le 11 avril il est chargé d’organiser 16 bataillons des Gardes nationales, et le 10 mai il rejoint le 1er Corps d’Observation du Jura. Il est blessé le 4 juillet à Giromagny.
À la seconde Restauration, sa nomination au grade de général de division est annulée par décision du 1er août 1815, et il est mis en non activité le 4 septembre suivant. Il est admis à la retraite le 1er janvier 1825.
Rappelé à l’activité le 4 août 1830, comme commandant de la 7e division militaire, il est promu lieutenant-général le 27 février 1831, et commandeur de la Légion d’honneur le 20 avril suivant. Il est mis à la retraite le 1er décembre 1834.
Il meurt le 4 janvier 1845, à Lyon. Sa tombe se trouve dans l'ancien cimetière de la Guillotière à Lyon, stèle à ses armoiries identifiée sur le site Genéanet.

## Sources
- Notices d'autorité :   - VIAF
  - GND
- (en) « Generals Who Served in the French Army during the Period 1789 - 1814: Eberle to Exelmans »
- Thierry Pouliquen, « Les généraux français et étrangers ayant servis [sic] dans la Grande Armée » (consulté le 10 juin 2014)
- « Cote LH/1853/29 », base Léonore, ministère français de la Culture
- Louis Gabriel Michaud, Biographie des hommes vivants : ou, Histoire par ordre alphabétique ..., Volume 5, imprimerie Nationale, 1819, p. 278
- (pl) « Napoléon.org.pl »
- Georges Six, Dictionnaire biographique des généraux & amiraux français de la Révolution et de l'Empire (1792-1814) Paris : Librairie G. Saffroy, 1934, 2 vol.
- Vicomte Révérend, Armorial du Premier Empire, tome 3, Honoré Champion, libraire, Paris, 1897, p. 239.